# Ramiro Lorenzale
Ramiro Lorenzale Rogent (1859-1917) fue un pintor español.

## Biografía

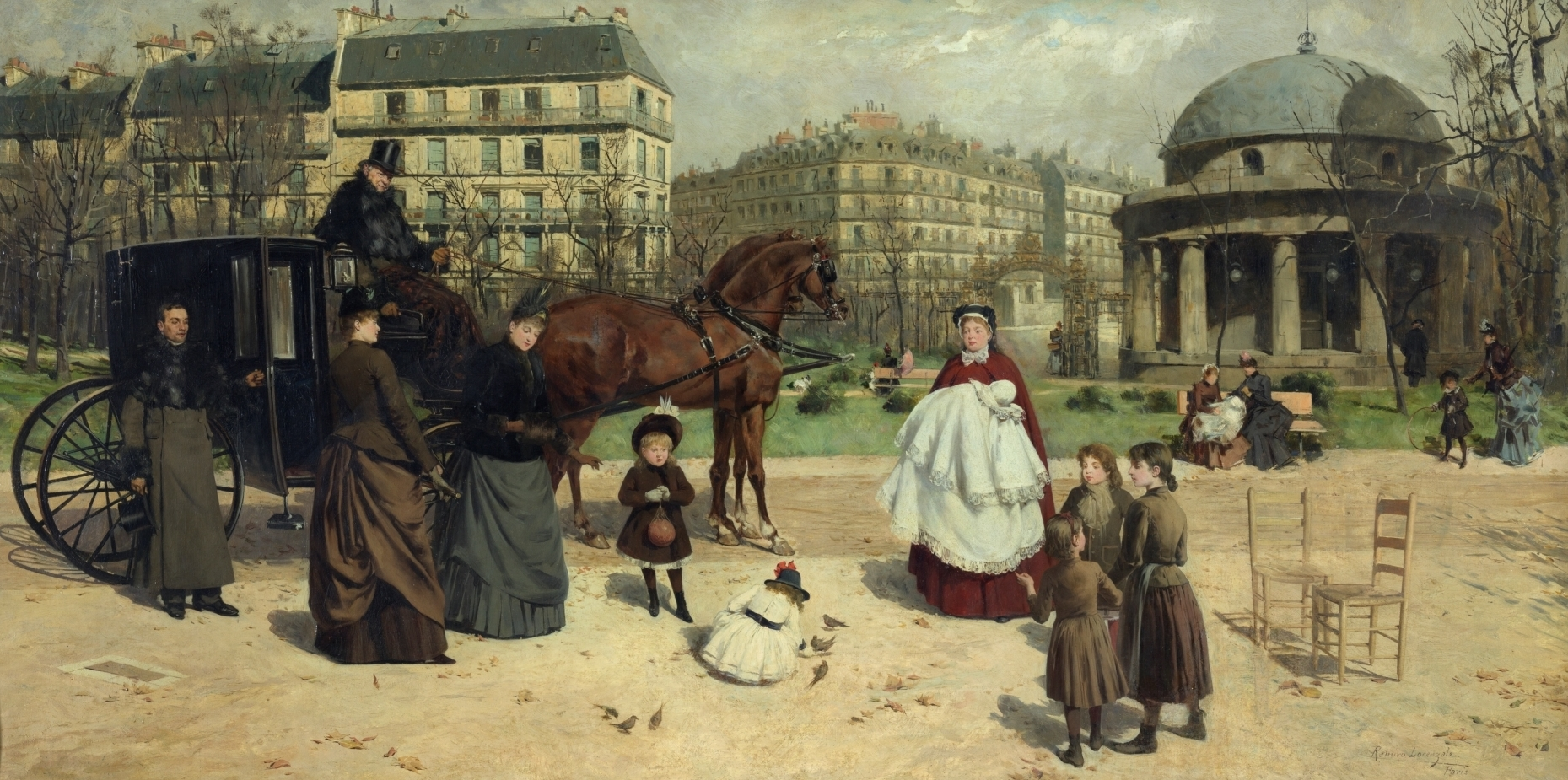
Tomando el sol, cuadro pintado por Lorenzale hacia 1890

Nació en la ciudad española de Barcelona en 1859. Hijo del pintor Claudio Lorenzale, fue también su discípulo. Sus obras, entre las que se contaron paisajes y estudios, figuraron en los comercios de su ciudad natal y en la exposición organizada por el Ateneo Barcelonés en 1883. Falleció en 1917.